# Transportes Aéreos Cielos Andinos
Transportes Aéreos Cielos Andinos – peruwiańska linia lotnicza z siedzibą w Limie.